# سیارک ۱۹۰۲
سیارک ۱۹۰۲ (به انگلیسی: 1902 Shaposhnikov، نامگذاری:1972HU) هزار و نهصد و دومین سیارک کشف شده‌است که در ۱۸ آوریل ۱۹۷۲ کشف شد.
قدر مطلق سیارک برابر ۹٫۵۱ است.